# Melincourt, Haute-Saône
Melincourt este o comună franceză situată în departamentul Haute-Saône, în regiunea culturală și istorică Franche-Comté și în regiunea administrativă Burgundia-Franche-Comté.

## Geografie

### Comune limitrofe
| Montdoré                                              | Vauvillers | Mailleroncourt-Saint-Pancras |
| Polaincourt-et-Clairefontaine Anchenoncourt-et-Chazel |            | Girefontaine Jasney          |
|                                                       |            | Dampierre-lès-Conflans       |

### Clima
În 2010, climatul comunei este de tip climat semicontinental, conform unui studiu al Centrului Național de Cercetare Științifică bazat pe o serie de date din perioada 1971-2000. În 2020, Météo-France publică o tipologie a climei din Franța metropolitană în care comuna se află într-un climat semi-continental și este în regiunea climatică Lorraine, plateau de Langres, Morvan, caracterizată de ierni aspre (1,5 °C), vânturi moderate și cețuri frecvente în toamnă și iarnă.
Pentru perioada 1971-2000, temperatura medie anuală este de 10 °C, cu o amplitudine termică anuală de 17,2 °C. Cumulul anual mediu de precipitații este de 966 mm, cu 12,9 zile de precipitații în ianuarie și 9,6 zile în iulie. Pentru perioada 1991-2020, temperatura medie anuală observată la stația meteorologică Météo-France cea mai apropiată, „Venisey”, situată în comuna Venisey la 12 km în linie dreaptă, este de 11 °C și cumulul anual mediu de precipitații este de 850,7 mm. Temperatura maximă înregistrată la această stație este de 39,7 °C, atinsă pe 25 iulie 2019; temperatura minimă este de −17,4 °C, atinsă pe 30 decembrie 2005.
Parametrii climatici ai comunei au fost estimați pentru mijlocul secolului (2041-2070) conform diferitelor scenarii de emisie de gaze cu efect de seră, bazate pe noile proiecții climatice de referință DRIAS-2020. Aceștia pot fi consultați pe un site dedicat publicat de Météo-France în noiembrie 2022.

## Urbanism

### Tipologie
La 1 ianuarie 2024, Melincourt este categorisită ca o comună rurală cu habitat dispersat, conform noii grile comunale de densitate cu șapte niveluri definită de INSEE (Institutul Național de Statistică și Studii Economice) în 2022. Este situată în afara unităților urbane și în afara zonei metropolitane a orașelor.

### Utilizarea terenului
Ocuparea terenurilor din comuna, așa cum reiese din baza de date europeană de ocupare biogeofizică a terenurilor Corine Land Cover (CLC), este marcată de importanța teritoriilor agricole (76,8% în 2018), o proporție identică cu cea din 1990 (76,8%). Repartizarea detaliată în 2018 este următoarea: terenuri arabile (33,7%), pajiști (30,2%), păduri (20,9%), zone agricole eterogene (12,9%), zone urbanizate (2,3%). Evoluția ocupării terenurilor în comună și a infrastructurilor sale poate fi observată pe diferitele reprezentări cartografice ale teritoriului: harta Cassini (secolul XVIII), harta de stat-major (1820-1866) și hărțile sau fotografiile aeriene ale IGN pentru perioada actuală (1950 până în prezent).

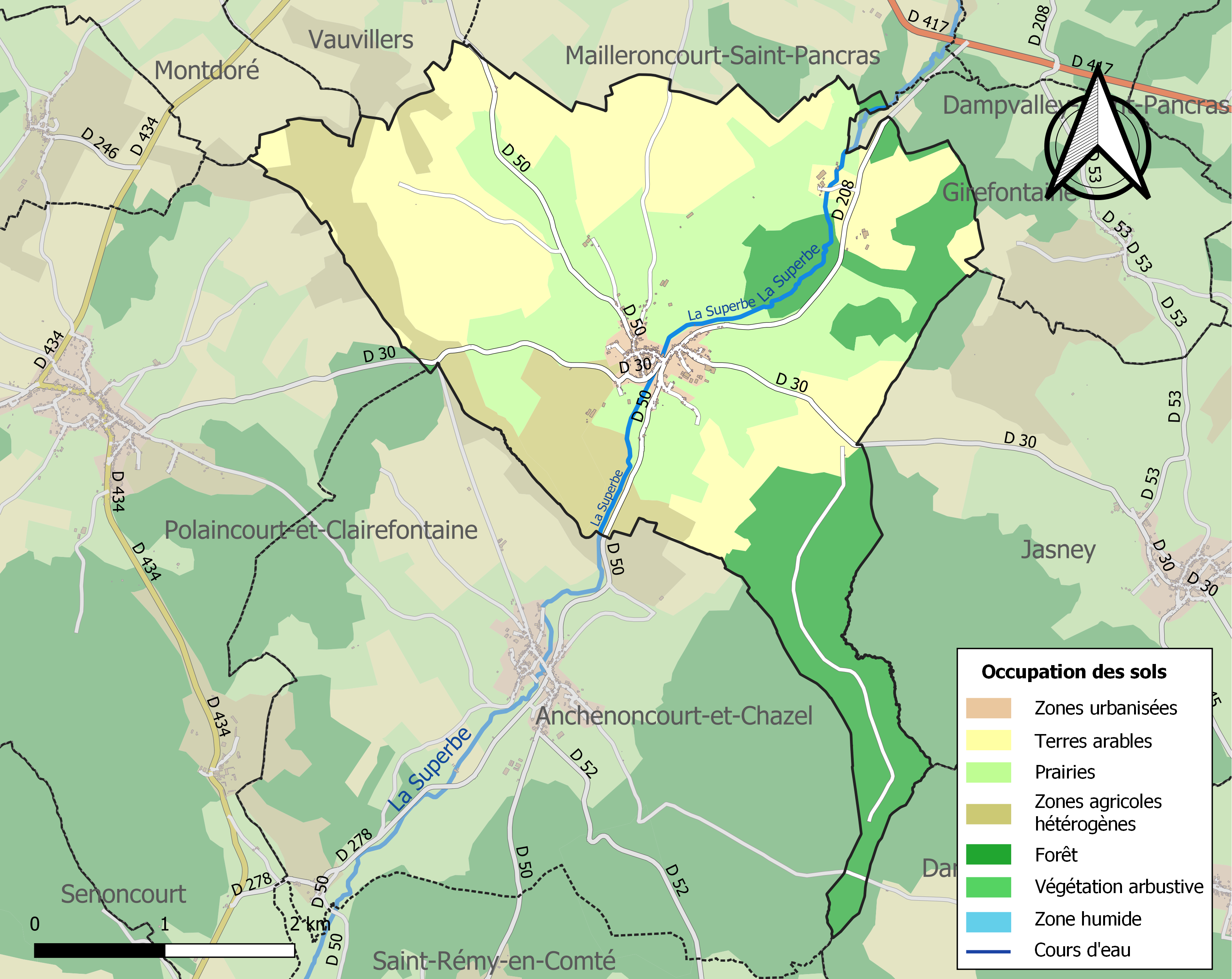
Harta infrastructurii și utilizării terenului a comunei în 2018 (CLC).

## Toponimie
Melincourt este înrudit cu termenul din patois "Melincoue" (sat unde există mori).

## Istorie
Satul se află la altitudini cuprinse între 252 și 268 de metri și datează din secolul al XI-lea. Aici se găseau trei mori: moara Corda, moara de la Paboie (sau moara Seguin) și moara de jos (numită moara Denis, construită de doamna de Rosen, stăpâna din Melincourt).
Castelul, construit în 1216 de Filip August, a fost distrus de englezi în 1360. Reconstruit de mai multe ori, a fost complet distrus în timpul Revoluției Franceze. În prezent, mai există doar partea sud-vestică.

## Politică și administrație

### Legături administrative și electorale
Melincourt face parte din Arondismentul Vesoul al departamentului Haute-Saône, în regiunea Burgundia-Franche-Comté. Pentru alegerea deputaților, ea depinde de prima circumscripție a departamentului Haute-Saône.
Începând din 1806, comuna făcea parte din cantonul Vauvillers. În cadrul reconfigurării cantonale din 2014 în Franța, comuna face acum parte din cantonul Port-sur-Saône.

### Intercomunalitate
Comuna face parte din comunitatea de comune Haute Comté, creată la 1 ianuarie 2014, care succede trei mici intercomunități.

## Populația și societatea

### Date demografice
Evoluția numărului de locuitori este cunoscută prin recensămintele populației efectuate în comuna respectivă începând din 1793. Pentru comunele cu mai puțin de 10 000 de locuitori, un recensământ al întregii populații este realizat la fiecare cinci ani, populațiile legale pentru anii intermediari fiind estimate prin interpolare sau extrapolare. Pentru comuna respectivă, primul recensământ exhaustiv în cadrul noului dispozitiv a fost realizat în 2007.
În 2021, comuna număra 222 locuitori, în scădere cu 6,72% față de 2015 (Haute-Saône: −1,43%, Franța fără Mayotte: +1,84%).
| An        | 1793 | 1821 | 1841 | 1856 | 1872 | 1886 | 1901 | 1921 | 1936 | 1962 | 1982 | 2006 | 2015 | 2021 |
| --------- | ---- | ---- | ---- | ---- | ---- | ---- | ---- | ---- | ---- | ---- | ---- | ---- | ---- | ---- |
| Populație | 502  | 616  | 603  | 565  | 534  | 549  | 479  | 360  | 310  | 286  | 240  | 257  | 238  | 222  |

### Învățământ
Comuna era membră a Regroupement pédagogique intercommunal (RPI) du Chenimont, reunind, la începutul anului școlar 2015/16, 86 de elevi din comunele Melincourt, Anchenoncourt și Polaincourt. Școala din Melincourt cuprindea două clase.

## Cultura și patrimoniul local

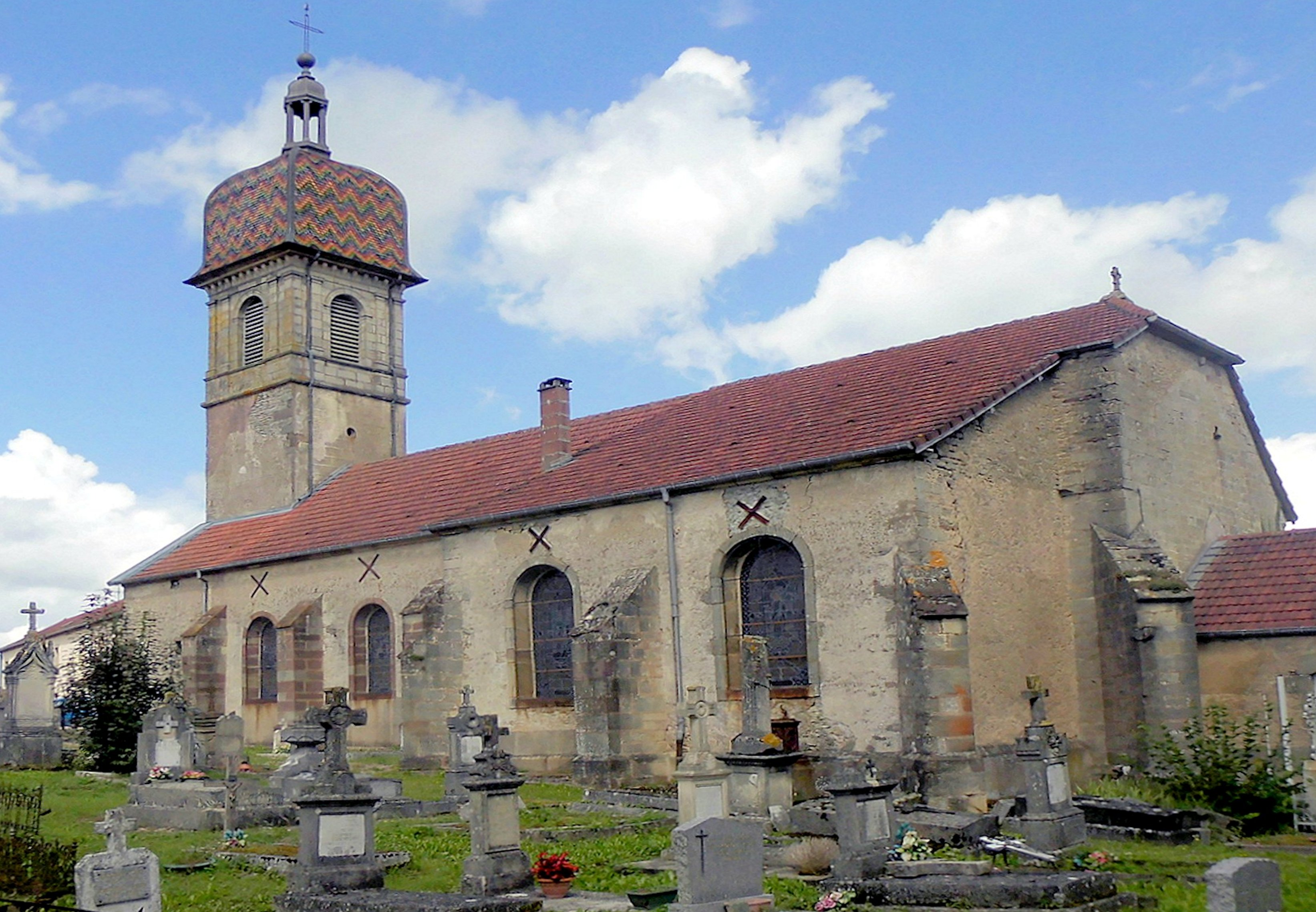
Biserica Saint-Germain

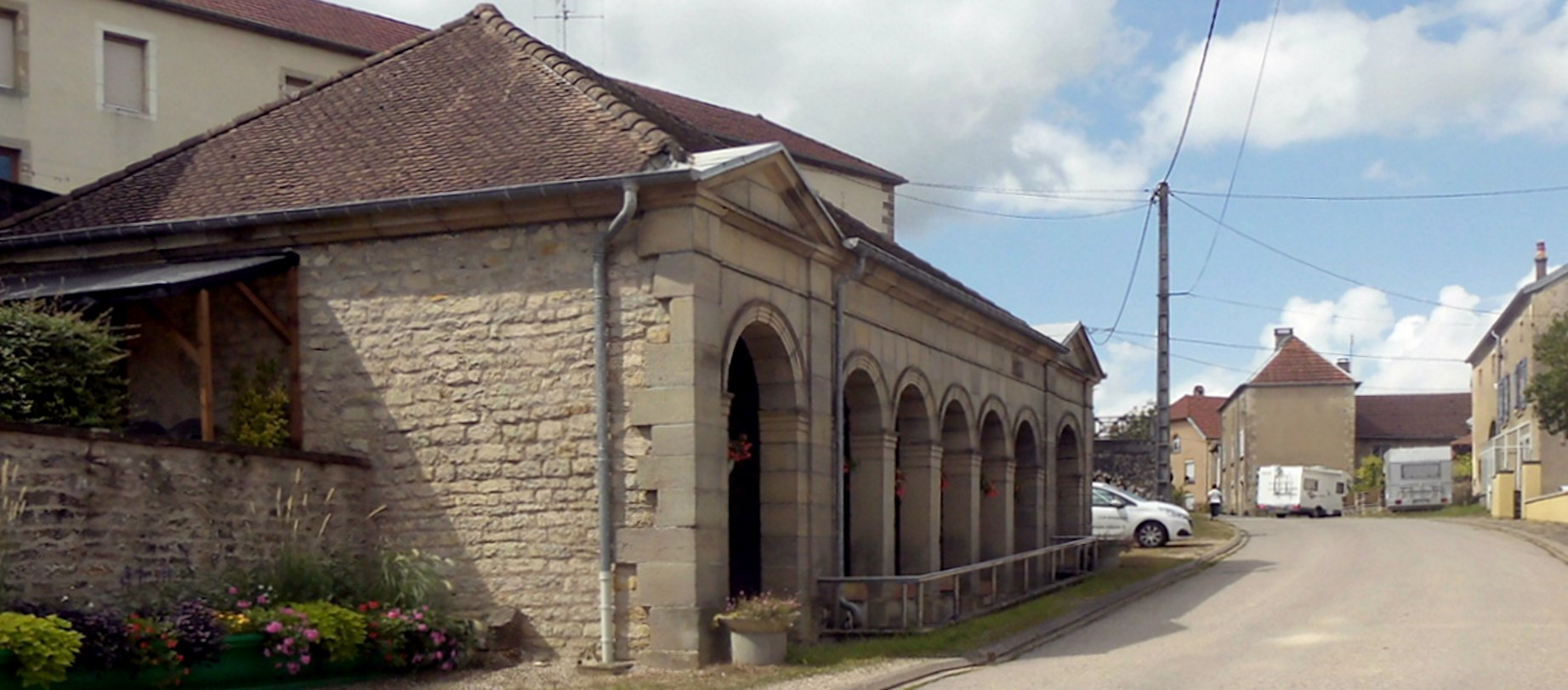
Spălătoria

### Locuri si monumente
- Biserică dedicată Sfântului Germain
- Fântână mare din 1840
- Calvariu datând din 1754, construit de Jean-Baptiste Tisserand[32].